# Budge Patty
John "Budge" Edward Patty (Fort Smith, 11 de febrero de 1924-Lausana, 3 de octubre de 2021) fue un jugador de tenis estadounidense recordado por sus conquistas del Campeonato Francés y Wimbledon en 1950.

## Torneos de Grand Slam

### Campeón Individuales (2)
| Año  | Torneo             | Oponente en la final | Resultado           |
| 1950 | Campeonato Francés | Jaroslav Drobný      | 6-1 6-2 3-6 5-7 7-5 |
| 1950 | Wimbledon          | Frank Sedgman        | 6-1 8-10 6-2 6-3    |

### Finalista Individuales (1)
| Año  | Torneo             | Oponente en la final | Resultado       |
| 1949 | Campeonato Francés | Frank Parker         | 3-6 6-1 1-6 4-6 |

### Campeón Dobles (1)
| Año  | Torneo    | Pareja         | Oponentes en la final | Resultado        |
| 1957 | Wimbledon | Gardnar Mulloy | Neale Fraser Lew Hoad | 8-10 6-4 6-4 6-4 |

### Finalista Dobles (1)
| Año  | Torneo                            | Pareja         | Oponentes en la final      | Resultado       |
| 1957 | US National Doubles Championships | Gardnar Mulloy | Ashley Cooper Neale Fraser | 6-4 3-6 7-9 3-6 |